# Géocoucou barré
Neomorphus radiolosus
Espèce
Statut de conservation UICN

 EN C2a(i) : En danger
Le Géocoucou barré (Neomorphus radiolosus) est une espèce de géocoucou, oiseau de la famille des Cuculidae. Son aire de répartition s'étend à travers le Chocó (Colombie et Équateur).
C'est une espèce monotypique (non subdivisée en sous-espèces).